# Alcyonidium erectum
Alcyonidium erectum är en mossdjursart som beskrevs av Silén 1942. Alcyonidium erectum ingår i släktet Alcyonidium och familjen Alcyonidiidae. Inga underarter finns listade i Catalogue of Life.